# تاترا (شركة)
تاترا هي شركة صناعة سيارات يقع مقرها في جمهورية التشيك، أُسست في عام 1850 وهي ثالث أقدم صانع للسيارات في العالم بعد شركة ديملر وبيجو. واسم الشركة نسبة إلى جبال تاترا القريبة في سلوفاكيا. وخلال الحرب العالمية الثانية كان لها دور أساسي في إنتاج الشاحنات وكذلك ومحركات الدبابات للجيش الألماني، وقد توقف إنتاج سيارات الركاب عام 1999، ولكن الشركة لا تزال تنتج بالأساس مجموعة من الشاحنات ذات الدفع بالعجلات 4 × 4 و6 × 6، 8 × 8، 10 × 10، و12 × 12.